# Шелков, Владимир Андреевич
Владимир Андреевич Шелков (7 (20) декабря 1895, Великая Виска — 27 января 1980, Табага) — проповедник, основатель и многолетний руководитель движения «верных и свободных адвентистов седьмого дня» (ВСАСД) в СССР (его последователи известны также в литературе под названием «адвентисты-реформисты»).

## Жизнь В. А. Шелкова
Владимир Шелков родился 20 декабря 1895 года в Великой Виске.
Отец В. А. Шелкова был богатым крестьянином, который учил своих детей баптистской вере.
В 1923 году В. А. Шелков присоединился к Церкви адвентистов седьмого дня. В. Шелков критиковал отношения церкви с государством, лояльность к государству лидера адвентистов Г. И. Лебсака. Другие пастыри тоже высказывались против советского режима.
Окончательный раскол организации адвентистов седьмого дня (АСД) в СССР произошёл в 1928 году, когда церковь подверглась государственному контролю с помощью регистрации. В. А. Шелков отказался от сотрудничества с правительством по поводу регистрации церкви и прохождения воинской службы. А в начале 30-х годов Генрих Оствальд совместно с П. И. Манжурой организовали Церковь верных адвентистов седьмого дня из людей, исключенных из церквей АСД за несогласие с руководством в вопросах несения воинской службы и регистрации.
Впервые был приговорен к тюремному заключению за свои убеждения в 1931 году и провел большую часть своей жизни в тюрьмах и лагерях по разным срокам и приговорам. С 1931 по 1934 год В. А. Шелков был узником концлагеря с. Березово (Северный Урал).
С 1934 по 1945 годы действовал в подполье, часто менял места жительства.
В мае 1945 года В. А. Шелков был арестован в Пятигорске, в течение нескольких месяцев его допрашивали, неоднократно пытали. 24 января 1946 года военным трибуналом он был приговорен к смертной казни через расстрел за «антисоветскую агитацию». Но после 55 дней, проведенных в камере смертников, смертный приговор был заменен десятью годами лишения свободы в трудовых лагерях пос. Спасск, под Карагандой. Это был один из крупнейших сталинских лагерных комплексов.

## Исправительно-трудовые лагеря
В 1954 году, после смерти в лагере П. И. Манжуры, В. А. Шелков стал главой церкви Верных адвентистов седьмого дня. После освобождения из лагеря жил в Джамбуле (Казахстан), где был вновь арестован в 1957 году. В трудовых лагерях провёл ещё 10 лет — с 1957 по 1959 год в Вихоревке, Чуне и Ново-Чанке (Сибирь), а также на так называемой «смертной железной дороге», где 600 км железнодорожной линии, ведущей к Братску, было построено руками заключенных; с 1959 по 1967 год в Потьме (Мордовия), где В. Шелков впервые встретился с известными правозащитниками, в том числе с А. Гинзбургом.
Встреча с политическим инакомыслием повлияла на его будущую работу, которая привела его к созданию одного из самых больших подпольных издательств — «Верный свидетель». Он публиковал не только литературу, связанную с теологией. В издаваемой литературе освещались вопросы религии, свободы совести, прав человека, взаимоотношения церкви и государства и т. д. Переводы распространялись и на Западе.
В 1978 году В. А. Шелков был вновь арестован в Ташкенте. Правозащитник Андрей Дмитриевич Сахаров приехал на суд, но его не впустили. В. Шелков был приговорён к пяти годам лишения свободы в возрасте 83-х лет.
27 января 1980 года умер в исправительно-трудовой колонии в Табаге под Якутском.
В тюрьмах в общей сложности он провел более 25 лет своей жизни. По мнению А. Сахарова, он является одним из «величайших христианских гуманистов» нашего столетия.